# Tun Fuad Stephens

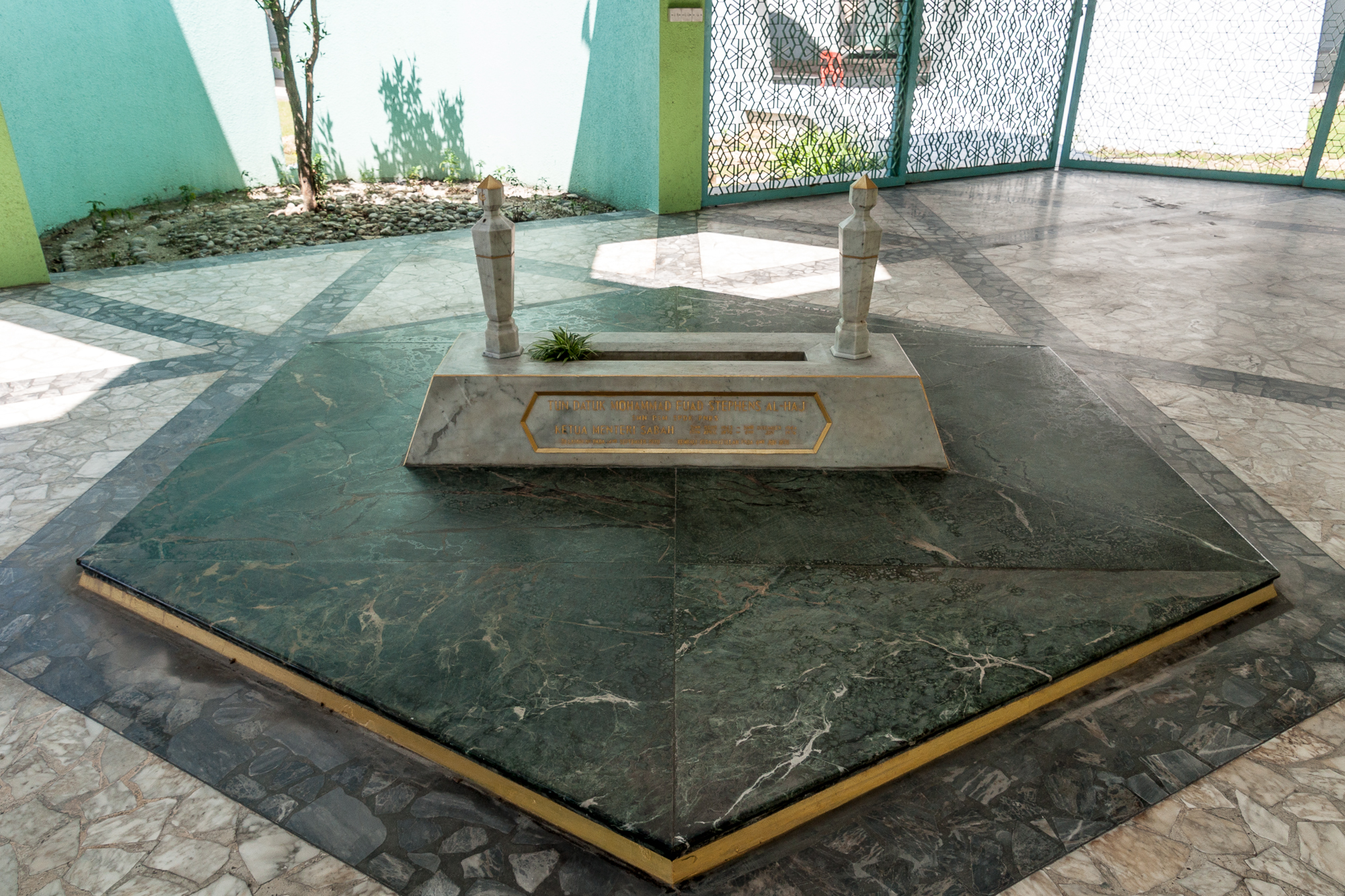
Grab von Tun Fuad Stephens im Sabah State Mausoleum

Tun Haji Mohammad Fuad Stephens SMN, PSM, SPDK, PNBS, bis zum Übertritt zum Islam Donald Stephens, vollständig Donald Aloysius Marmaduke Stephens (* 14. September 1920 in Kudat, Britisch-Nordborneo; † 6. Juni 1976 in Kota Kinabalu, Sabah, Malaysia) war ein malaysischer Politiker und der erste Ministerpräsident im Bundesstaat Sabah in Malaysia. Er spielte eine fundamentale Rolle bei der Anbindung Sabahs an die Malaysische Föderation im Jahr 1963. Er blieb Ministerpräsident bis 1964 und während einer zweiten Amtszeit bis 1976. Kurz nach seiner Wiederwahl im Jahr 1976 starb er bei einem mysteriösen Flugunfall am 6. Juni 1976 in Kota Kinabalu, der Hauptstadt von Sabah. Seine sterblichen Überreste wurden im Staatsmausoleum bei der Sabah State Mosque in Kota Kinabalu begraben. Er war auch der erste Huguan Siou, der oberste Führer der ethnischen Gruppe der Kadazandusun.

## Hintergrund
Donald Aloysius Marmaduke Stephens wurde am 14. September 1920 geboren. Sein Vater, Jules Stephen Pavitt, war halb Kadazan und halb Brite, während seine Mutter japanische und britische Eltern hatte. Einige Jahre lang war Donald Stephens der Hochkommissar von Malaysia in Australien.

## Politische Laufbahn
Tun Fuad gründete im August 1961 die Partei United National Kadazan Organization (UNKO). Zusammen mit Tun Mustapha von der United Sabah National Organization (USNO) und Tunku Abdul Rahman, dem späteren Premierminister von Malaya, hatte er eine Schlüsselrolle bei den Verhandlungen über die Unabhängigkeit Sabahs und der Gründung Malaysias inne. Die Gründung des Staates Malaysia wurde schließlich am 16. September 1963 erreicht, der jährlich als Malaysia Day begangen wird. Er wurde gleichzeitig Sabahs erster Ministerpräsident.
1964 trat Tun Fuad als Ministerpräsident von Sabah zurück, da er als erster Politiker aus Sabah ins Kabinett des Premierministers berufen wurde. Seine Nachfolge trat Peter Lo Sui Yin von der Sabah Chinese Association an. Als Minister war Tun Fuad in der Regierungsmannschaft des Premierministers zuständig für alle auf Sabah bezogenen Angelegenheiten.
Am 5. Januar 1971 konvertierte Donald mit seiner gesamten Familie vom katholischen Glauben zum Islam und änderte seinen Namen zu „Mohammad Fuad“.
1973 wurde er zum Yang di-Pertuan Negara, dem Gouverneur von Sabah, ernannt. Er behielt diese Position bis 1975. In diesem Jahr gründete Tun Fuad zusammen mit Harris Salleh die Partei BERJAYA. Mit BERJAYA gewannen sie 1976 gegen Tun Mustaphas USNO die Wahlen in Sabah. Tun Fuad wurde Sabahs fünfter Ministerpräsident. 44 Tage später starb er bei einem Flugzeugabsturz.

## Tod durch Flugzeugabsturz
Am 6. Juni 1976 befanden sich Tun Fuad und mehrere Kabinettsmitglieder an Bord eines Fluges von Labuan nach Kota Kinabalu. Etwa 2 km vor dem Kota Kinabalu International Airport stürzte die in Australien gebaute Maschine vom Typ GAF Nomad ab; alle Insassen an Bord wurden bei dem als Double Six Tragedy bekanntgewordenen Flugunfall getötet. Unmittelbar nach dem Unfall wurden Verschwörungstheorien über die Absturzursache laut. 
Der Ort des Absturzes ist mit dem Double Six Monument, einem Mahnmal in Form eines Steinobelisken, markiert, das kurz nach dem Unfall errichtet wurde. Die Stelle befindet sich im Stadtteil Sembulan innerhalb des Grace-Garden-Gebäudekomplexes in Kota Kinabalu, Sabah, an der Jalan Pantai Sembulan.

## Privatleben
Der islamische Politiker war mit Hajah Rahimah verheiratet. Sein Adoptivsohn John Benedict, genannt Johari, starb ebenfalls beim Flugzeugabsturz am 6. Juni 1976.